# Fotosynthese

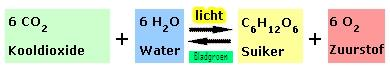
Fotosyntheseformule

Fotosynthese (ook: koolstofdioxide-, koolzuur- of koolstofassimilatie) is het vermogen licht-energie om te zetten in chemische energie. Het is een vorm van biosynthese, waarbij energie uit zonlicht wordt gebruikt om gasvormig koolstofdioxide om te zetten in de vaste stof glucose. Bij deze chemische reactie komt zuurstofgas vrij. Een deel van de gevormde glucose wordt via zetmeelsynthese vervolgens omgezet in zetmeel, dat in wortels, stengels, bladeren en zaden door de plant wordt opgeslagen.
Fotosynthese komt voor in de supergroep Archaeplastida, waaronder de landplanten, de verschillende groepen algen (bij voorbeeld de groen- en roodwieren), en enkele groepen bacteriën. Op sommige soorten bacteriën na, gebruiken alle fotosynthetiserende organismen naast koolstofdioxide ook water om glucose te maken.
Fotosynthetiserende organismen, organismen die energie vastleggen door middel van fotosynthese, worden fototroof of fotoautotroof genoemd. Autotrofe organismen gebruiken de aangemaakte glucose onder andere om zichzelf via de celademhaling van energie te voorzien. Autotrofen kunnen zichzelf bovendien synthetiseren: vanuit glucose worden, via "voortgezette assimilatie", cellulose, en aminozuren (en van daaruit eiwitten) aangemaakt, de bouwstoffen van de cellen. Hierdoor zijn autotrofe organismen onafhankelijk van andere organismen voor hun bestaan. Autotrofe organismen staan aan de basis van alle voedselketens en voedselpiramides van het ecosysteem aarde.
Naast fototrofe organismen zijn er ook chemotrofe organismen, die hun energie halen uit chemosynthese.

## Ontstaan van leven
Er wordt aangenomen dat, toen het leven op aarde ontstond, de atmosfeer voor een groot deel uit koolstofdioxide bestond, en er geen vrije atmosferische zuurstof was. Met het ontstaan van blauwwieren en algen kon het afvalproduct van de fotosynthese, zuurstof, in de atmosfeer terechtkomen. Pas veel later kwamen er organismen die zelf geen fotosynthese meer hadden, en als energiebron aangewezen waren op het afbreken van andere organismen door respiratie (en dus met behulp van zuurstof).
Zo bestaat er nu op aarde een koolstofkringloop waarbij koolstofdioxide uit de atmosfeer door planten wordt opgenomen en omgezet in suikers en polymeren daarvan (cellulose) waarbij zuurstof vrijkomt. Andere organismen voeden zich met die planten en verbranden ze met behulp van het door planten afgegeven zuurstof. Daarbij komt energie vrij die het organisme doet functioneren en waarbij daarnaast ook koolstofdioxide vrijkomt, die dan weer door planten kan worden opgenomen. Direct of indirect is vrijwel al het leven op aarde van zonlicht als energiebron afhankelijk.

## Oxygene en anoxygene fotosynthese
Fotosynthese kan, afhankelijk of vrije zuurstof een rol speelt in het proces, worden onderverdeeld in de hoofdtypen van anoxygene fotosynthese en oxygene fotosynthese. 
Anoxygene fotosynthese is een vorm van fotosynthese waarbij geen zuurstof (O2) vrijkomt. Deze vorm van fotosynthese wordt beschouwd als de oudste vorm van fotosynthese uit de vroege stadia van evolutie van het leven op Aarde. De lichtenergie, die opgevangen wordt door bacteriochlorofyl wordt omgezet in elektrochemische energie die de bacterie in staat stelt koolstofdioxide (CO2) te assimileren. Nadat het bacteriochlorofyl fotonen heeft ontvangen, worden door het reactiecentrum in plaats van aan water (H2O) elektronen onttrokken aan gereduceerde anorganische stoffen zoals waterstof (H2), ijzer (Fe2+) en waterstofsulfide (H2S) of organische stoffen (tussenproducten van metabolisme). Deze anorganische en organische stoffen worden geoxideerd zonder dat daar zuurstof bij vrijkomt.
Oxygene fotosynthese treedt op in ecosystemen waar zonlicht kan doordringen: op het land en in de toplaag van wateren. Daarbij wordt zuurstofgas geproduceerd, dat 21% uitmaakt van de aardatmosfeer. Met name op grote diepten in de oceaan komt een vorm van fotosynthese voor waarbij geen zuurstof geproduceerd of verbruikt wordt: anoxygene fotosynthese.

## Fotosynthese in algen en bacteriën

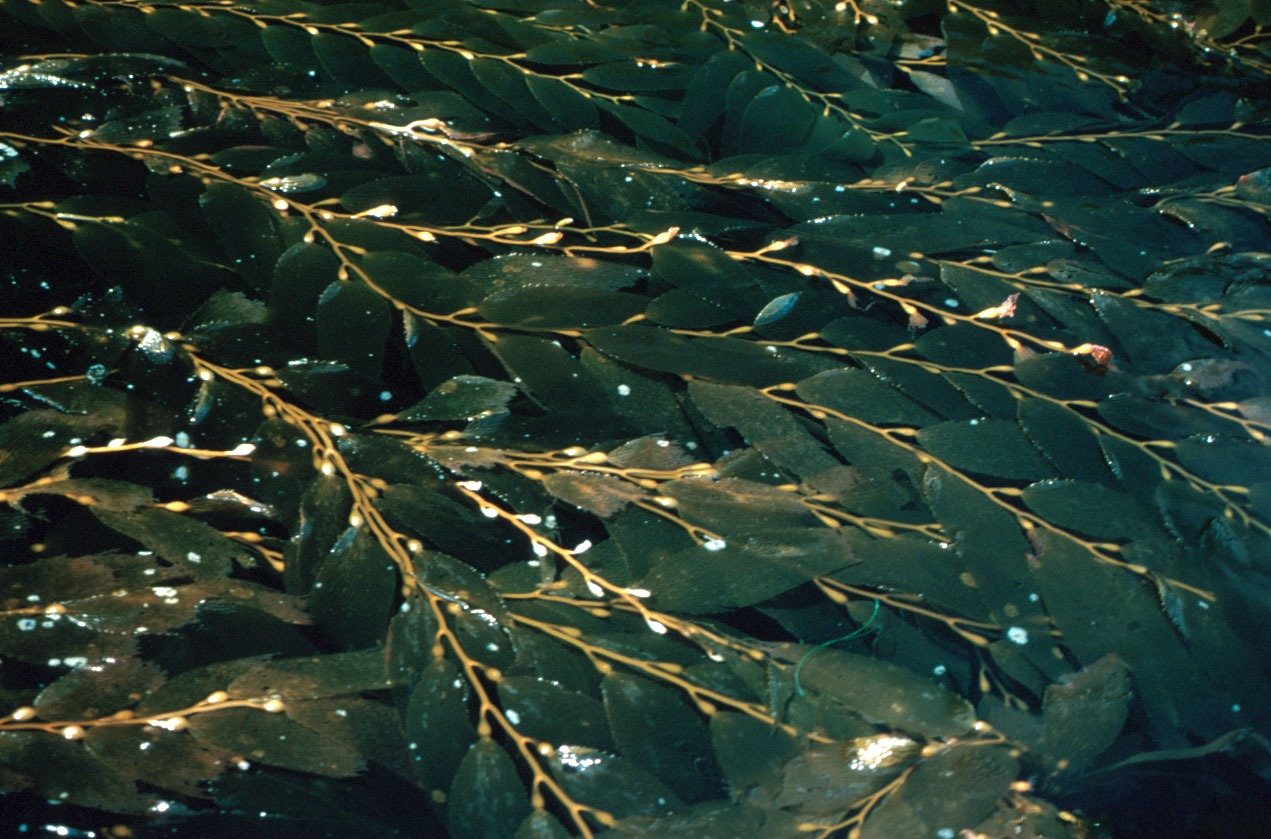
kelpwieren hebben luchtblaasjes waardoor ze aan de oppervlakte blijven, wat fotosynthese onder hoge lichtcondities mogelijk maakt

Fotosynthetische bacteriën bevatten chlorofyl of bacteriochlorofyl. Ze hebben geen chloroplasten, maar in plaats daarvan vindt de fotosynthese direct in de cel plaats. De meeste groepen bacteriën hebben anoxygene fotosynthese: ze produceren geen zuurstof als nevenproduct van de fotosynthese.
Blauwalgen (cyanobacteriën) hebben oxygene fotosynthese en produceren zuurstof op dezelfde manier als chloroplasten. Volgens de endosymbiontentheorie zijn chloroplasten uit deze cyanobacteriën geëvolueerd. Andere fotosynthetiserende bacteriën bevatten een scala aan pigmenten, zoals bacteriochlorofyl, om energie in de vorm van licht op te vangen, maar produceren geen zuurstof.
Bij eukaryote algen vindt fotosynthese op dezelfde manier plaats als bij hogere planten. Licht wordt opgenomen door chlorofyl en met behulp van de energie van het licht wordt water en koolstofdioxide omgezet in zuurstof en glucose. Alle algen produceren zuurstof en veel soorten zijn autotroof. Enkele soorten zijn echter heterotroof, deze soorten leven van stoffen die geproduceerd worden door andere organismen.

## C3-, C4- en CAM-fotosynthese in planten
Planten zijn fotoautotroof, wat inhoudt dat ze hun energie uit (zon)licht halen in plaats van uit andere organismen of producten van organismen. Planten vangen de voor fotosynthese benodigde lichtenergie op met chlorofyl. Deze stof zit in chloroplasten (bladgroenkorrels). De chloroplasten bevinden zich vooral in de bladeren van de planten: chloroplasten geven bladeren hun groene kleur. In de thylakoïden in de chloroplast vindt de fotosynthese plaats. Hoewel alle groene onderdelen van planten chloroplasten bevatten waar fotosynthese plaatsvindt, wordt veruit de meeste energie opgewekt in de bladeren.
Bij planten zijn op hoger niveau twee hoofdtypen van fotosynthese te onderscheiden, de zogenaamde C3- en C4-planten.

### C3-fotosynthese
De chemische nettoreactie voor fotosynthese is:
| 6 H2O   | + | 6 CO2         | → | C6H12O6 | + | 6 O2       |
| 6 water | + | 6 koolzuurgas | → | glucose | + | 6 zuurstof |
Bij alle foto-autotrofe organismen die het C3-systeem hebben, zoals de meeste landplanten, worden drie moleculen kooldioxide via tussenproducten in een keten van drie koolstofatomen vastgelegd (koolstofassimilatie). Bij de C3-planten wordt CO2 vastgelegd in 3-fosfoglyceraat, een molecuul met 3 koolstofatomen. Uit twee moleculen 3-fosfoglyceraat wordt uiteindelijk een glucose-molecuul gevormd, waarvoor de energie wordt geleverd door licht.
Fotonen kunnen chemische energie vrijmaken in het fotosysteem I en fotosysteem II, die zich bevinden in de chloroplasten, die thylakoïden bevatten: membranen met pigmenten zoals chlorofyl. Deze systemen vangen fotonen en gebruiken die om elektronenoverdracht te bewerkstelligen, waarmee de energie vrijkomt die de calvincyclus gebruikt voor de vorming van glucose.
De nettoreactie geeft niet het werkelijke moleculaire verloop van de reactie weer: tijdens de lichtreactie zijn nog 6 extra watermoleculen nodig. Water treedt op als reductor (=elektronendonor). De zuurstofatomen van dit water eindigen in het zuurstofgas dat bij de reactie ontstaat. Tijdens de "donkerreactie" worden zes watermoleculen gevormd, waar dan een deel van de zuurstof uit het kooldioxide terechtkomt. De volgende formule geeft dit door middel van kleuren weer:
| 12 H2O   | + | 6 CO2         | → | C6H12O6 | + | 6 H2O   | + | 6 O2       |
| 12 water | + | 6 kooldioxide | → | glucose | + | 6 water | + | 6 zuurstof |
De glucose die bij fotosynthese ontstaat, dient als bouwsteen voor andere organische verbindingen, bijvoorbeeld cellulose, of als brandstof. Wanneer glucose 'verbrand' wordt heet dat dissimilatie. Het proces loopt dan ruwweg omgekeerd aan fotosynthese, er komt water, kooldioxide en (chemische) energie vrij. Beide processen verlopen via vele stappen en zijn in detail zeker geen spiegelbeelden van elkaar.

### C4-fotosynthese

Fosfo-enolpyruvaat

Er zijn circa 1900 soorten planten bekend uit tropische gebieden, zoals mais, die als eerste stap CO2 vastleggen in een verbinding met 4 koolstofatomen, de reden waarom ze C4-planten worden genoemd. De C4-planten doen dit volgens verschillende systemen, het lijkt erop dat dit proces evolutionair gezien minstens 30 maal onafhankelijk van elkaar is 'uitgevonden' gedurende de evolutie van planten, waarbij mogelijk de toenemende schaarste van CO2 in de atmosfeer in de laatste 50 miljoen jaar een drijvende kracht is geweest. De affiniteit van het bindende enzym bij C4-planten voor CO2 is namelijk veel groter. Na deze initiële C4-bindingsstap wordt het CO2 in de plant weer van oxaalacetaat afgesplitst waarbij CO2 en malaat ontstaan en gaat het reactiepad via de normale Calvincyclus verder. Relatief veel van deze planten zijn voor de mens belangrijke voedselgewassen (mais).
Bij de C4-planten, zoals mais, suikerriet, sorgo en teff, wordt CO2 eerst vastgelegd in oxaalazijnzuur, een molecuul met vier koolstofatomen. Hierbij is het enzym fosfo-enolpyruvaatcarboxylase (PEP, naar de Engelse naam) betrokken, dat een hoge affiniteit (aantrekkingskracht) heeft voor CO2. Alleen bij relatief hoge temperaturen, zoals in de tropen, subtropen of midden in de zomer in Nederland, zorgt het C4-systeem voor een snellere plantengroei dan het C3-systeem. Het C4-systeem is ook efficiënter door de bouw van het blad van deze planten, waarbij er een nauw contact is tussen de bladnerven met de daaromheen gelegen schedecellen die bij de C4-planten ook chloroplasten bevatten en daardoor ook betrokken zijn bij het vastleggen van de CO2. Er is een actief CO2 transport, terwijl dit bij de C3-planten passief is. In de om de schedecellen liggende mesofylcellen vindt de Calvincyclus plaats.
De optimale temperatuur voor C3-planten is 15 tot 25 °C en voor C4-planten 25 tot 35 °C. Bij C3-planten treedt lichtverzadiging op in half tot vol zonlicht. Bij C4-planten treedt geen lichtverzadiging op in vol zonlicht. De maximale opbrengst per hectare is dan ook - onder ideale omstandigheden - bij C4-planten aanzienlijk hoger: bijna de dubbele opbrengst aan droge stof per hectare per jaar.

### CAM-fotosynthese
Een andere vorm van fotosynthese is CAM. Dit is een afkorting van 'crassulacean acid metabolism'. Hierbij is de vervolgketen niet ruimtelijk van de initiële CO2-fixatie gescheiden, maar in de tijd. Om namelijk kooldioxide te vangen moeten de huidmondjes van een plant open staan waardoor waterverlies optreedt door verdamping. Bij woestijnplanten met CAM-fotosynthese, veelal succulenten, kan kooldioxide 's nachts worden vastgelegd in malaat of isocitraat en deze verbindingen kunnen dan overdag met behulp van lichtenergie verder worden verwerkt zonder dat de huidmondjes open staan.

## Fotosynthese op moleculair niveau

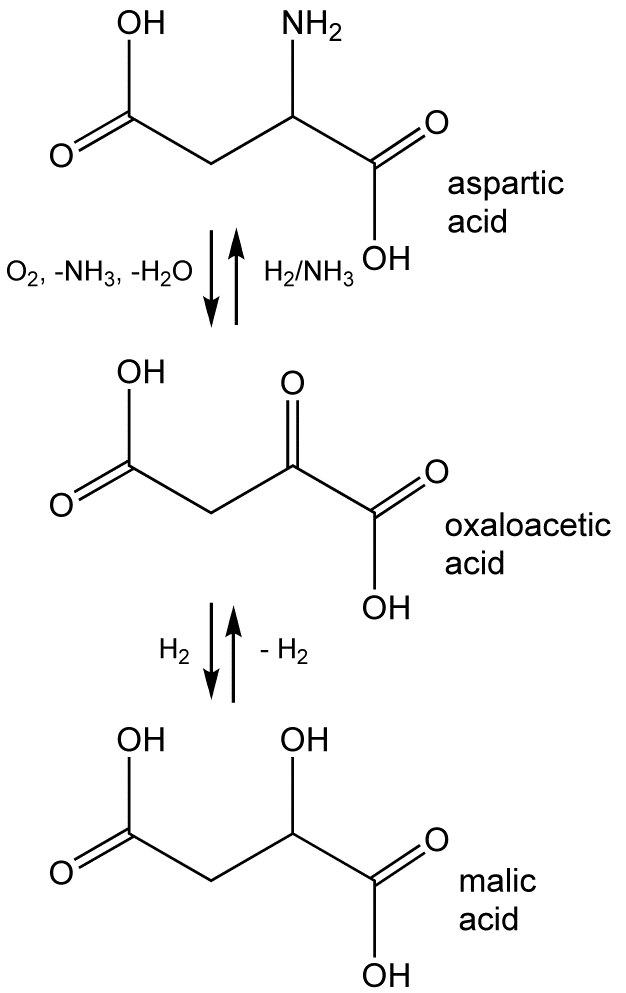
Overgang tussen oxaalacetaat en malaat

Feofytine is chlorofyl waarbij magnesium is vervangen door 2 protonen

Fotosynthese bestaat uit een groot aantal reacties die kunnen gescheiden worden in twee reactiewegen: de lichtreacties en de donkerreacties.
De lichtreacties (o.a. fotolyse) spelen zich voornamelijk in het membraan van de thylakoïden af. Bij de lichtreacties wordt lichtenergie omgezet in chemische energie. Hierbij wordt via fotolyse water gesplitst in H+-ionen, elektronen en zuurstof.
De donkerreacties, calvincyclus of lichtonafhankelijke reacties spelen zich af in het stroma. De H+-ionen en elektronen worden gebruikt om uiteindelijk de energiedragende stoffen ATP en NADPH te maken. Zuurstof wordt verder tijdens de fotosynthese niet meer gebruikt. ATP en NADPH gaan het stroma in en komen zo terecht in de calvincyclus. In deze cyclus wordt de energie van de stoffen gebruikt om uiteindelijk glucose te vormen. Hierbij wordt ook koolstofdioxide gebruikt.

### Fotosysteem II
Fotosynthese begint wanneer in fotosysteem II een chlorofyl pigment een foton (lichtdeeltje) absorbeert. De energie van het foton wordt door het pigment opgenomen en als gevolg daarvan raakt een elektron 'in aangeslagen' toestand. Normaal gesproken gaat een pigment als het in een aangeslagen toestand is binnen een nanoseconde weer terug naar zijn grondtoestand. De energie van het aangeslagen elektron gaat dan verloren in warmte. In fotosysteem II is echter een speciaal chlorofyl molecuul (P680) dat als het in aangeslagen toestand komt zijn elektronen binnen minder dan een picoseconde afgeeft aan de elektronenacceptor feofytine. Deze elektronen met een hoog energieniveau komen in een keten van redoxreacties terecht. Deze keten wordt ook wel de elektronentransportketen (ETC) genoemd. Deze ETC begint bij fotosysteem II, gaat dan naar cytochroom b6f en komt uiteindelijk uit in fotosysteem I.

### Fotosysteem I
In fotosysteem I worden deze elektronen gebruikt om NADPH te vormen:
{\displaystyle {\ce {NADP+ + H+ + 2 e- -> NADPH}}}
NADPH is de belangrijkste reductor in cellen en levert een bron van elektronen voor diverse andere reacties. Chlorofyl houdt hieraan een tekort aan elektronen over die vervolgens weer teruggewonnen moeten worden uit andere reductoren. In planten en algen gebeurt dit via de fotolyse van water:
{\displaystyle {\ce {2 H2O -> O2 + 4 H+ + 4 e-}}}
Het valt op dat de zuurstof dus afkomstig is uit water en niet uit kooldioxide. Dit is voor het eerst voorgesteld door Cornelis van Niel die fotosynthetische bacteriën bestudeerde in de jaren 30.
Behalve de cyanobacteriën gebruiken bacteriën sulfide en waterstof als reductor waardoor geen zuurstof vrijkomt. Er zijn zwavelbacteriën die als elektronendonor niet water maar waterstofsulfide gebruiken. De chemosynthese-reactie ziet er zo uit:
12 H2S + 6 CO2 → C6H12O6 + 6 H2O + 12 S ↓

### Nettoreacties
De nettoreactie van de lichtreactie wordt dan:
{\displaystyle {\ce {12 H2O + 12 NADP + n ADP + n P -> 6 O2 + 12 NADPH2 + n ATP}}}
De nettoreactie van de donkerreactie is:
{\displaystyle {\ce {6 CO2 + 12 NADPH+ + 18 ATP + 12 H2O -> C6H12O6 + 6 H2O + 12 NADP+ + 18 ADP + 18 P_i}}}
De ATP en NADPH die geproduceerd worden met fotosynthese leveren energie voor diverse biochemische processen. In planten is de belangrijkste hiervan de calvincyclus waarbij koolstofdioxide wordt omgezet in ribulose (en vervolgens andere suikers). Deze reacties worden ook wel de donkerreacties genoemd omdat ze geen licht nodig hebben, niet omdat ze voornamelijk in het donker zouden plaatsvinden.

## Ontdekking van fotosynthese

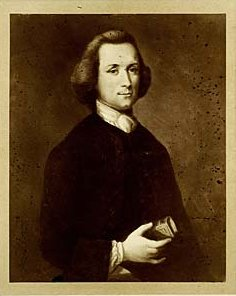
Joseph Priestley

Hoewel nog steeds niet alle reacties van fotosynthese bekend zijn en begrepen worden is de somreactie al sinds het begin van de 19e eeuw bekend.
Jan van Helmont begon het onderzoek dat leidde tot de ontdekking van fotosynthese midden in de 17e eeuw. Hij mat zeer nauwkeurig de massa van aarde in een pot en plant terwijl deze groeide. Aangezien de massa van de aarde nauwelijks veranderde concludeerde hij dat de toegenomen massa van de plant uit het water (het enige dat hij toevoegde aan de situatie) moest komen. Deze hypothese was deels correct hoewel een substantieel deel van de massa ook uit de opgenomen koolstofdioxide komt.
Joseph Priestley ontdekte dat een kaars die in een afgesloten hoeveelheid lucht brandt snel uit gaat, lang voordat alle was op is. Hij ontdekte verder dat een muis lucht op dezelfde wijze kon 'verwonden'. Ten slotte toonde hij aan dat de 'verwonde' lucht hersteld kon worden door planten.
In 1778 herhaalde Jan Ingenhousz de experimenten van Priestley en ontdekte dat de invloed van zonlicht een plant in staat stelde de muis te redden.
In 1796 toonde Jean Senebier aan dat de 'verwonde' lucht CO2 was en dat deze opgenomen werd in planten tijdens fotosynthese. Snel daarna toonde Nicolas-Théodore de Saussure aan dat de toename in massa van een plant niet door de CO2 alleen te verklaren was maar dat water ook een rol speelde. De basisformule voor fotosynthese was bekend.
Sindsdien is de kennis verder toegenomen. De eerste experimenten die aantoonden dat de zuurstof afkomstig was uit water en niet uit koolstofdioxide werden gedaan door Robin Hill in 1937 en 1939. Samuel Ruben en Martin Kamen gebruikten vervolgens het zuurstof-18 isotoop om dit te bewijzen. Melvin Calvin zocht de donkerreacties uit. Rudolph A. Marcus won de Nobelprijs voor Scheikunde voor het ontdekken van de functie en het belang van de elektronentransportketen.